# Cochlespira simillima
Cochlespira simillima é uma espécie de gastrópode do gênero Cochlespira, pertencente a família Cochlespiridae.
Esta espécie marinha aparece Filipinas.